# Farbkohärenzvektor
Der Farbkohärenzvektor (engl. Color Coherence Vector, CCV) ist eine histogramm-basierte Methode zur Bestimmung der Ähnlichkeit zwischen zwei Bildern.
Jeder Farbwert besitzt dabei ein Tupel {\displaystyle (a,b)}, wobei {\displaystyle a} die Anzahl der kohärenten und {\displaystyle b} die Anzahl der inkohärenten Pixel im Bild angibt. Kohärent bedeutet, dass der jeweilige Pixel Teil einer zusammenhängenden ähnlichfarbigen Fläche ist.
Der Kohärenzvektor ergibt sich dann aus der Gesamtheit der Tupel aller Farben:
{\displaystyle \mathrm {CCV} =\{(a_{1},b_{1}),....,(a_{n},b_{n})\}}
Der Nachteil der reinen Farbhistogramme ist das Fehlen räumlicher Informationen. Unterschiedlich erscheinende Bilder können sehr ähnliche Farbhistogramme besitzen, so besitzt zum Beispiel ein Bild mit einem Schachbrettmuster das gleiche Histogramm wie eines, in dem die Hälfte des Bildes schwarz ist und die andere weiß.
Farbkohärenzvektoren kennen zwar nicht die genaue Positionen der Objekte im Bildbereich, aber sie können unterscheiden, ob eine bestimmte Farbe in wenigen großen oder in vielen kleinen Bereichen vorkommt. Dadurch ermöglicht diese Methode im Gegensatz zu reinen Farbhistogrammen eine feinere Unterscheidung zwischen Bildern.